# Battaglia di Gamonal
La battaglia di Gamonal fu uno scontro armato avvenuto il 2 settembre 1820 nell'ambito delle guerre civili argentine tra le truppe della provincia di Santa Fe, comandate dal governatore Estanislao López, e quelle della provincia di Buenos Aires guidate da Manuel Dorrego. La battaglia si tenne all'interno del territorio di Santa Fe e si concluse con la sconfitta dell'esercito di Buenos Aires.

## Antefatti
A partire dal 1814 i governi instauratisi a Buenos Aires dopo la Rivoluzione di Maggio, espressione della grande borghesia mercantile della città, si trovarono a combattere l'opposizione portata loro dalle province del litorale argentino, dominate dai grandi proprietari terrieri.
I caudillos delle province di Santa Fe e di Entre Ríos, Estanislao López e Francisco Ramírez, erano riusciti a sconfiggere l'esercito del Direttore Supremo José Rondeau il 1º febbraio 1820 nella battaglia di Cepeda, provocando la dissoluzione del Direttorio e del Congresso. La firma del Trattato del Pilar sancì la fine del primato politico ed economico di Buenos Aires e trascinò la città in un periodo di anarchia interna.
Con Ramírez impegnato nella guerra che gli aveva dichiarato il caudillo della Banda Oriental José Gervasio Artigas, López invase nuovamente la provincia di Buenos Aires dopo che l'esercito di quest'ultima provincia aveva deposto il governatore eletto per nominare al suo posto il generale Miguel Estanislao Soler; il governatore di Santa Fe trovò alleati in José Miguel Carrera, a capo di un gruppo di proscritti cileni, e nell'ex Direttore Supremo Carlos María de Alvear, seguito da uno squadrone di miliziani. Il 28 giugno 1820 López sconfisse Soler nella battaglia di Cañada de la Cruz.
A Buenos Aires prese così il potere Manuel Dorrego, che trovò appoggio nel generale Martín Rodríguez e nei colonnelli Gregorio Aráoz de Lamadrid e Juan Manuel de Rosas; quest'ultimo disponeva di una milizia di 600 uomini. Militare di genio, Dorrego scelse di non trincerarsi nella città, ma di mettere in opera un piano strategico che raggiungesse l'obbiettivo di accerchiare l'esercito invasore. Inviò Lamadrid contro Alvear e Carrera, che furono sconfitti a Luján, rendendo così pericolosa più a nord la posizione di López, che fu costretto a retrocedere verso Santa Fe.
Dorrego organizzò l'avanzata del suo esercito su tre direzioni, destinate a riunirsi nei pressi della retroguardia di López. Il 2 agosto sconfisse nuovamente Alvear e Carrera nei pressi di San Nicolás de los Arroyos. López licenziò i due alleati, invisi a Buenos Aires, e concordò un armistizio di tre giorni con il nemico, che non portò alla pace per le reciproche diffidenze dei due comandanti.

## La battaglia
Il 12 agosto Dorrego calò sull'esercito di Santa Fe accampato nei pressi del torrente Pavón sconfiggendolo con una sola carica di cavalleria. La vittoria portò paradossalmente alla rottura tra il comandante, deciso a sfruttare il vantaggio militare acquisito, e i suoi alleati Rosas e Rodríguez, contrari al proseguimento della guerra; i due si separarono dall'esercito di Buenos Aires, portando con loro le proprie milizie. Privato di alcune delle migliori truppe di cavalleria e con la fanteria ancora in fase di riorganizzazione a San Nicolás, Dorrego fu attirato da López su un terreno scelto da quest'ultimo, in una zona di pascoli velenosi per i cavalli.
Il 2 settembre López attaccò l'esercito di Buenos Aires, ormai incapace di muoversi. Lo scontro si risolse in una serie di assalti di cavalleria all'arma bianca; l'esercito di Buenos Aires fu presto costretto alla fuga, lasciando sul campo un gran numero di morti e prigionieri, oltre che armi, cavalli e munizioni.

## Conseguenze
La sconfitta fece perdere prestigio a Dorrego nella città di Buenos Aires, dove l'oligarchia mercantile riuscì a riportare al potere Martín Rodríguez. López, da parte sua, evitò di invadere nuovamente la provincia vicina, preoccupato di concludere in fretta un'alleanza con essa in vista del ritorno delle mire ambiziose di Ramírez.
Con la mediazione del governatore di Córdoba, López e Rodríguez avviarono contatti di pace, che sfociarono nel Trattato di Benegas del 24 novembre 1820 anche grazie all'impegno personale dato da Rosas al governatore di Santa Fe in merito alla consegna di 25 000 capi di bestiame a titolo di indennizzo. Il patto sancì l'alleanza tra le due province, isolando di fatto Ramírez, vincitore nel frattempo della guerra contro Artigas, rendendo lettera morta il precedente Trattato del Pilar e gettando le basi della futura guerra contro il caudillo di Entre Ríos.